# حسن بیادی
حسن بیادی (زادهٔ ۱۳۳۵) سیاستمدار اصولگرا،دبیرکل جمعیت آبادگران جوان ایران اسلامی و مدرس دانشگاه است. وی پیش از این عضو و نایب رئیس دوره دوم و سوم شورای شهر تهران بوده‌است.

## زندگی‌نامه
مهندس حسن بیادی متولد ۱۳۳۵ در شهر ری است. او دارای مدرک کارشناسی ارشد صنایع و عضو شورای اسلامی دوم و سوم شهر تهران نیز بوده‌است.
بیادی در دورهٔ اول کاندیداتوری محمود احمدی‌نژاد در انتخابات ریاست جمهوری ۱۳۸۴ از وی حمایت کرد، اما بعد از به قدرت رسیدن محمود احمدی‌نژاد سیاست‌های راهبردی او را مغایر با اهداف اولیه دانست و به انتقاد از سیاست‌های او پرداخت.
حسن بیادی در انتخابات دهم ریاست جمهوری ۸۸ به جبهه ایستادگی محسن رضایی پیوست. محسن رضایی طی حکمی مهندس حسن بیادی را به عنوان مشاور انتخاباتی خود در امور شوراها و مدیریت شهری برگزید. مهندس بیادی پس از انتخابات ۸۸ با اعتراض به سخنرانی آقای احمدی‌نژاد گفت او حامیان دیگر کاندیداها را خس و خاشاک خوانده و شخصیت آن‌ها را تحقیر کرده‌است.
حسن بیادی نایب رئیس دوره دوم و سوم شورای شهر تهران بود. وی به صورت پاره وقت به تدریس در برخی از دانشگاه‌های علمی کاربردی و مراکز آموزش عالی از جمله دانشکده خبرو کانون سردفتران هم می‌پردازد.